# Michael Kiske
Michael Kiske (Hamburgo, 24 de janeiro de 1968) é um influente cantor de heavy metal, power metal e hard rock, mais conhecido pela sua atuação na banda alemã Helloween. Canta nas bandas Unisonic e Helloween, junto com Kai Hansen e Andi Deris, além de seguir com sua carreira solo.

## Carreira
Em novembro de 2016, foi anunciado que se reuniria com a banda Helloween, ao lado de Kai Hansen, para uma turnê comemorativa dos 2 primeiros Keepers, a Pumpkins United World Tour, tendo sido iniciada em novembro de 2017, no México.
Novamente com o Place Vendome, lança o álbum "Close to the Sun", em 2017. Também com o Unisonic, no mesmo ano, é lançado o primeiro registro ao vivo da banda, intitulado "Live in Wacken".

## Estilo de cantar
Em Comparação com Kai Hansen, Kiske tem uma voz mais vibrante e limpa. Alguns fãs e críticos comparam seu estilo e alcance com Geoff Tate e o Bruce Dickinson na sua época do Samson, como também com Rob Halford. Sua voz é de tenor e possui quase 4 oitavas de alcance vocal, ele consegue atingir notas extremamente altas (B♭5), além de notas baixas (E2). Utiliza principalmente e perfeitamente a técnica do Mix, ou voz mista, que seria a junção da voz de peito com a de cabeça e ou falsete. Kiske na época do Helloween provou ser muito influente, lançando junto com a banda um estilo, conhecido como Power Metal. Muitos cantores citam Kiske como sua principal influência, devido ao dominio de sua técnica vocal, bem como a beleza da sua voz e ótima performance no palco.

## Discografia

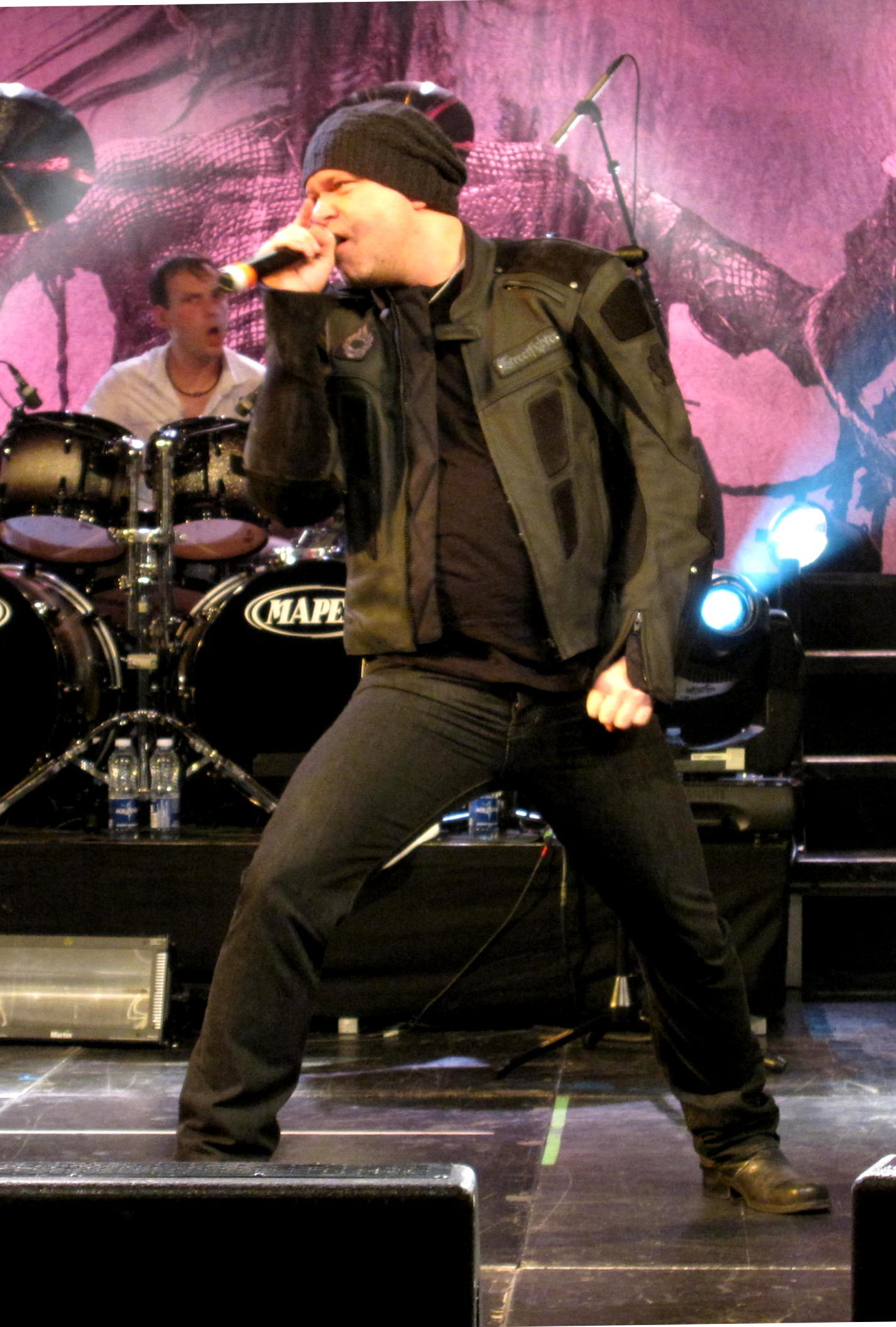
Michael Kiske com o Avantasia em 2010

Michael Kiske com o Helloween, na época do Chameleon

### Solo
- Instant Clarity (1996)
- Readiness to Sacrifice (1999)
- Kiske (2006)
- Past In Different Ways (2008)

### Helloween
- Keeper of the Seven Keys Part 1 (1987)
- Keeper of the Seven Keys Part 2 (1988)
- Live in the UK (1989) - Ao Vivo
- Pink Bubbles Go Ape (1991)
- Chameleon (1993)
- Sweet Seductions - Best Of (2017) - Compilação
- Pumpkins United EP (2017)
- United Alive e United Alive in Madrid (2019) - Ao Vivo
- United Forces (2021) - Compilação
- Helloween [10] (2021)
- TBA (2025)

### Avantasia
- Avantasia (EP, 2001)
- The Metal Opera (2001)
- The Metal Opera Part II (2002)
- Lost in Space Part II (EP, 2007)
- The Scarecrow (2008)
- The Wicked Symphony & Angel of Babylon (2010)
- The Mystery of Time (2013)
- Ghostlights (2016)
- Moonglow (2019)

### SupaRed
- SupaRed (2003)

### Place Vendome
- Thunder in the Distance  (2013)
- Close to the Sun  (2017)

### Kiske/Somerville
- Kiske/Somerville (2010)
- City of Heroes (2015)

### Unisonic

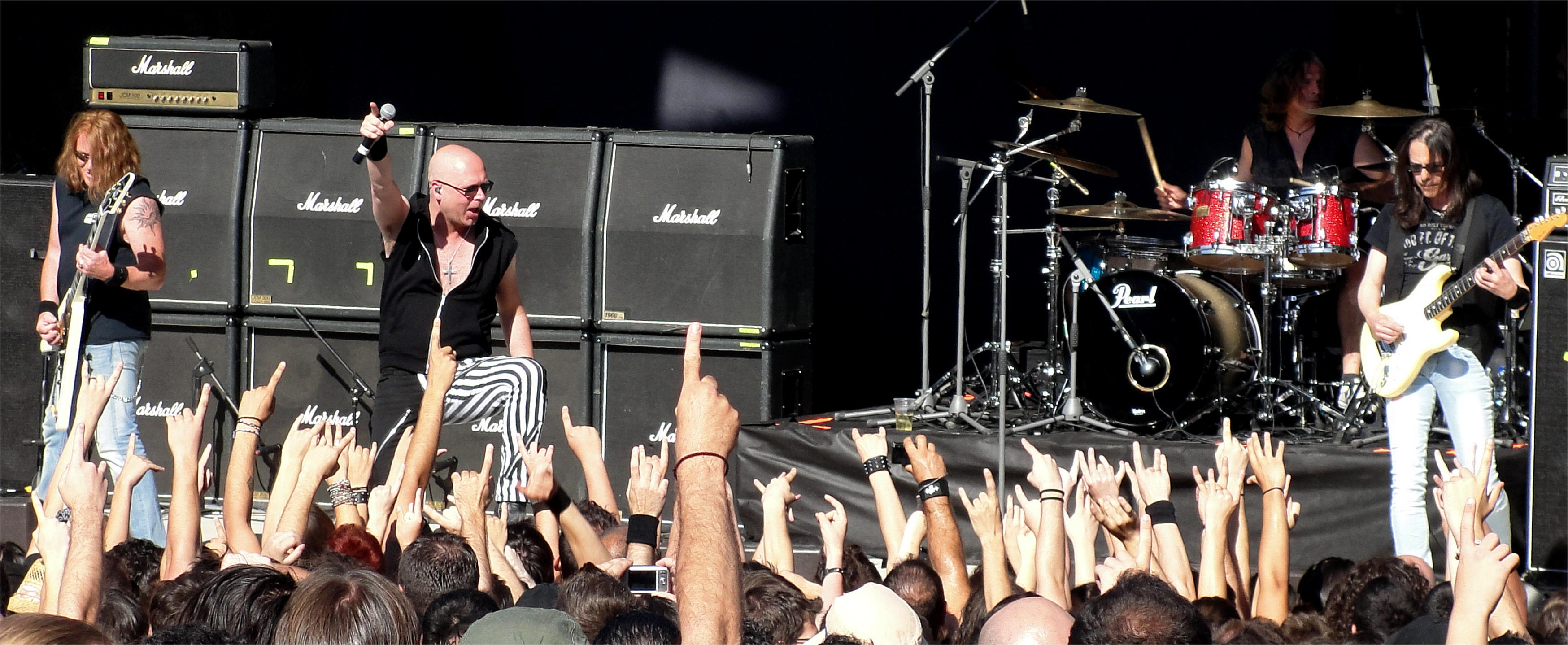
Michael Kiske junto com o Unisonic no Rockwave Festival em 2012.

- Ignition (EP, 2011)
- Unisonic (2012)
- For the Kingdom  (EP, 2014)
- Light of Dawn  (2014)
- Live in Wacken  (Live, 2017)

### Participações especiais
- Gamma Ray - Land of the Free (1995)
- Timo Tolkki - Hymn to Life (2002)
- Masterplan - Masterplan (2003)
- Aina - Days of Rising Doom (2004)
- Thalion - Another Sun (2004)
- Tribuzy - Execution (2005)
- Edguy - Superheroes (EP) (2005)
- Indigo Dying -  Indigo Dying (2007)
- Revolution Renaissance - New Era (2008)
- Hammerfall - Masterpieces (2008)
- Trick or Treat - Tin Soldiers (2009)
- Gamma Ray - To The Metal! (2010)
- Tomorrow's Outlook - 34613  (2012)
- Timo Tolkki's Avalon - The Land of New Hope  (2013)
- Starchild - Starchild (2014)
- Kai Hansen Thank You Wacken Live (2017)